# Osaragi Jirō

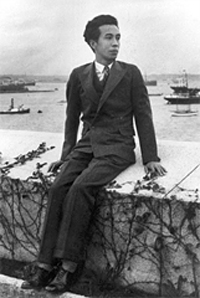
Osaragi Jirō

Osaragi Jirō (japanisch 大佛 次郎, bürgerlich: Nojiri Kiyohiko (野尻 清彦); * 9. Oktober 1897 in Yokohama; † 30. April 1973) war ein japanischer Schriftsteller.
Der jüngere Bruder des Literaturwissenschaftlers und Astronomen Nojiri Hōei bewies seine literarische Begabung bereits während seiner Schulzeit mit der Erzählung Ichikō Romance (一高ロマンス, Ichikō romansu). Nach dem Abschluss des Studiums an der Universität Tokio unterrichtete er kurze Zeit an der Höheren Mädchenschule von Kamakura und arbeitete im Außenministerium, bevor er sich ganz der Literatur widmete.
Bekannt wurde Osaragi mit populären historischen Romanen wie Kurama tengu (鞍馬天狗), Teru hi kumoru hi (照る日くもる日) und Akō rōshi (赤穂浪士, über die 47 Rōnin), die als Fortsetzungsromane in Zeitungen und Zeitschriften erschienen. Das Leben in Japan nach dem Zweiten Weltkrieg beschrieb er in Romanen wie Shiroi ane (白い姉), Kiribue (霧笛) und Kikyō (帰郷). Ereignisse der europäischen Geschichte stellte er in den Romanen Dorefyusu jiken (ドレフュス事件, „Die Dreyfus-Affäre“), Būranje shōgun no higeki (ブウランジェ将軍の悲劇, „Die Tragödie des General Boulanger“) und Pari moyu (パリ燃ゆ, „Paris brennt“, über die Pariser Kommune) dar.
1964 wurde Osaragi als Person mit besonderen kulturellen Verdiensten geehrt und im gleichen Jahr mit dem Kulturorden ausgezeichnet.
Nach ihm ist zudem der Osaragi-Jirō-Preis benannt, der seit 1974 von der Asahi Shimbun vergeben wird.

## Werke
- 1946 Suitcho-neko (スイッチョねこ)
  - Das Zirpkätzchen. Übersetzt von Silvain Guignard. In: F.Hindermann (Hrsg.): Katzen. Eine Auswahl von Texten zur Weltliteratur. Zürich 1982, S. 21–27 ISBN 3-717-51614-0